# Mosambik na Letních olympijských hrách 2008
Mosambik se účastnil Letní olympiády 2008. Zastupovalo ho 5 sportovců (2 muži a 2 ženy) ve 3 sportech. Mosambik nezískal žádnou medaili.